# Трихонида
Трихонида (на гръцки: Τριχωνίδα) е най-голямото езеро в Гърция. Намира се в Етолоакарнания.
Бреговете на езерото са осеяни с тополи и олеандри. В района има голямо биологично разнообразие: повече от 200 вида птици, 50 от които се считат за редки. Тук се намира и една малка риба Наноговиос, Νανογωβιός, която не се среща никъде другаде. Дължината ѝ е 5 см и живее в близост до плажа.
Около езерото има няколко села. Едно от тях е село Пиргос, известно със своите минерални извори и портокали. На запад от Трихонида се намира друго езеро – Лизимахия.